# Malacosteus niger
Malacosteus niger es una especie de pez de la familia Stomiidae en el orden de los Stomiiformes.

## Morfología
Los machos pueden llegar alcanzar los 25,6 cm de longitud total.

## Alimentación
Se alimenta Principalmente de peces óseos y crustáceos de gran tamaño en zonas de alta profundidad.

## Hábitat
Es un pez de mar y de aguas profundas que vive entre 500-3.886 m de profundidad.

## Distribución geográfica
Se encuentra en todos los océanos entre 66 ° N y 30 ° S.